# Centralni Eskimi
Centralni Eskimi (Središnji Eskimi), kolektivni naziv za skupinu Eskima čija plemena nastanjuju obalne predjele središnje arktičke Kanade i otoka sjeverno od nje. 
Plemena koja pripadaju ovoj skupini su: Aivillirmiut, Akudnirmiut, Akuliarmiut, Akulliakatagmiut, Arveqtormiut, Arviligyuarmiut, Asiagmiut, Ekaluktogmiut, Haneragmiut, Haningayormiut, Harvaqtormiut, Hauheqtormiut, Iglulirmiut, Iluilermiut, Kanghiryuachiakmiut, Kanghiryuarmiut, Kiglinirmiut, Kilusiktomiut, Kingnaitmiut, Kogloktogmiut, Nagyuktogmiut, Nedlungmiut, Nenitagmiut, Netsilingmiut, Noahonirmiut, Nugumiut, Padlimiut, Pilingmiut, Pingangnaktogmiut, Puivlirmiut, Qaernermiut, Qaumauangmiut,Qinguamiut, Sagdlirmiut, Saumingmiut, Sikosuilarmiut, Sinimiut, Talirpingmiut, Tununerusirmiut, Tununirmiut, Ukkusiksaligmiut i Wallirmiut.